# 下卡尼利亚斯
卡尼利亚斯德亚瓦霍，是西班牙卡斯蒂利亚-莱昂萨拉曼卡省的一个市镇。 总面积39平方公里，总人口106人（2001年），人口密度3人/平方公里。